# Sekularizam
Sekularizam (lat. saeculum 'ono što ne pripada religiji, ovosvjetski', hrv. ovosvjetovnost) ideja je da vjera i država moraju biti odvojene jedna od druge i da vjera ne smije utjecati na politiku. 

## Povijest sekularizma
Od početka države i pisma do 18. stoljeća postojala su dva ključna odnosa, uzrokovana djelomično time što je do pojave prosvjetiteljstva povezanost čovjeka i vjere shvaćana kao prirodna istina, prvi, između Crkve i države postojala je tijesna veza, te drugi, monarh je bio apsolutni vlastodržac, iako su se društveni odnosi od Asirije do Europe 18. stoljeća znatno promijenili, feudalno društvo je slijedilo robovlasništvo, ali samo stoljeće starija izreka država, to sam ja, pripisana Luju XIV., jasno govori o svjetonazoru gdje je monarh centar države odnosno vlasti.

### Kontroverze
Radikalno, svjetovne su vlasti znale oduzimati crkvenu imovinu, a radikalni sekularisti podržali su zločine vezane za Francusku revoluciju 1789. oduzimanjem crkvenih dobara Francuskoj. U drugim europskim državama, primjerice Italiji, Portugalu ili Španjolskoj, radikalizam sekularnosti proveden je djelomično u 19. i 20. stoljeću zabranom nekih vjerskih kongregacija i samostana.

### Religija i moderna država
Sekularna, moderno-demokratska država omogućava:
- religioznu neutralnost države i njezinog naroda,
- slobodu ispovjedanja vjere, odnosno "individualni odabir državljana na području svjetonazora."[3][4]

Pravno i funkcionalno, u Europi se razlikuju dva različita odnosa prema odvajanju Crkve i države: 
- Sekularizacija koja utječe na javne, kulturne i tradicijske sfere; npr. Francuska i Nizozemska.
- Sekularizacija je podržavana i preporučena, no ne utječe na kulturu i običaje država kao npr. Austrija, Njemačka, Italija.[5][6]

### Religija i postsocijalističke države
Suprotno ustavima modernih država i samome Ustavu EU, u bivšim komunističkim državama javljaju se ideologije i političke prakse koje demokraciju i slobodu vjere ne razumiju, nego je tumače na svoj način, naslijeđen iz totalitarizma:

## Sekularizam i islamske države
Od 50 država čiji su stanovnici mahom islamske vjeroispovjesti, 23 su sekularne; među njima i Albanija, Bosna i Hercegovina, Kosovo i Turska.
Ostatak islamskoga svijeta ne zadržava se na blagoj kritici sekularnog larpurlartizma, nego se uočavaju sveobuhvatni napori za ponovnu uspostavu islamskih zakona umjesto zapadnoga prava, povećana upotreba vjerskog izražavanja i simbolike, socijalno karitativno djelovanje, širenje islamske naobrazbe odnosno islamizacija školskog programa, povećano sudjelovanje u vjerskim obredima, dominantno mjesto islamskih skupina u oporbama sekularnim vladama u muslimanskim društvima te sve širi napori da se razvije međunarodna solidarnost među islamskim državama i društvima.
Bosna i Hercegovina jedina je jugoslavenska država koja ima velik udio muslimana, najčešće sunita, a u njoj, budući i povećem udjelu kršćana, postoji stabilan sistem sekularizacije.
Turska je najpoznatija među sekulariziranim državama, po dolasku Atatürka na vlast zbog promjene pisma iz arapskog u prilagođenu latinicu, ilegalizaciji poligamije, i raznim drugim promjenama koje su Tursku tako učinile naprednom državom u stopi sa svojim zapadnjačkim susjedima. 
Na granici islama i kršćanstva postoji blaga kritika sekularizma, no kako se ide na jug i istok, ta kritika se pretvara u društvene promjene, od izvjesne mogućnosti da Turska ne bude onoliko sekularna koliko je to bila u zadnjih sto godina, i na koncu - ekstremizam ISIL-a i terorističkih incidenata poput slučaja Charlija Hebdoa 2015. godine.